# 主教門100號

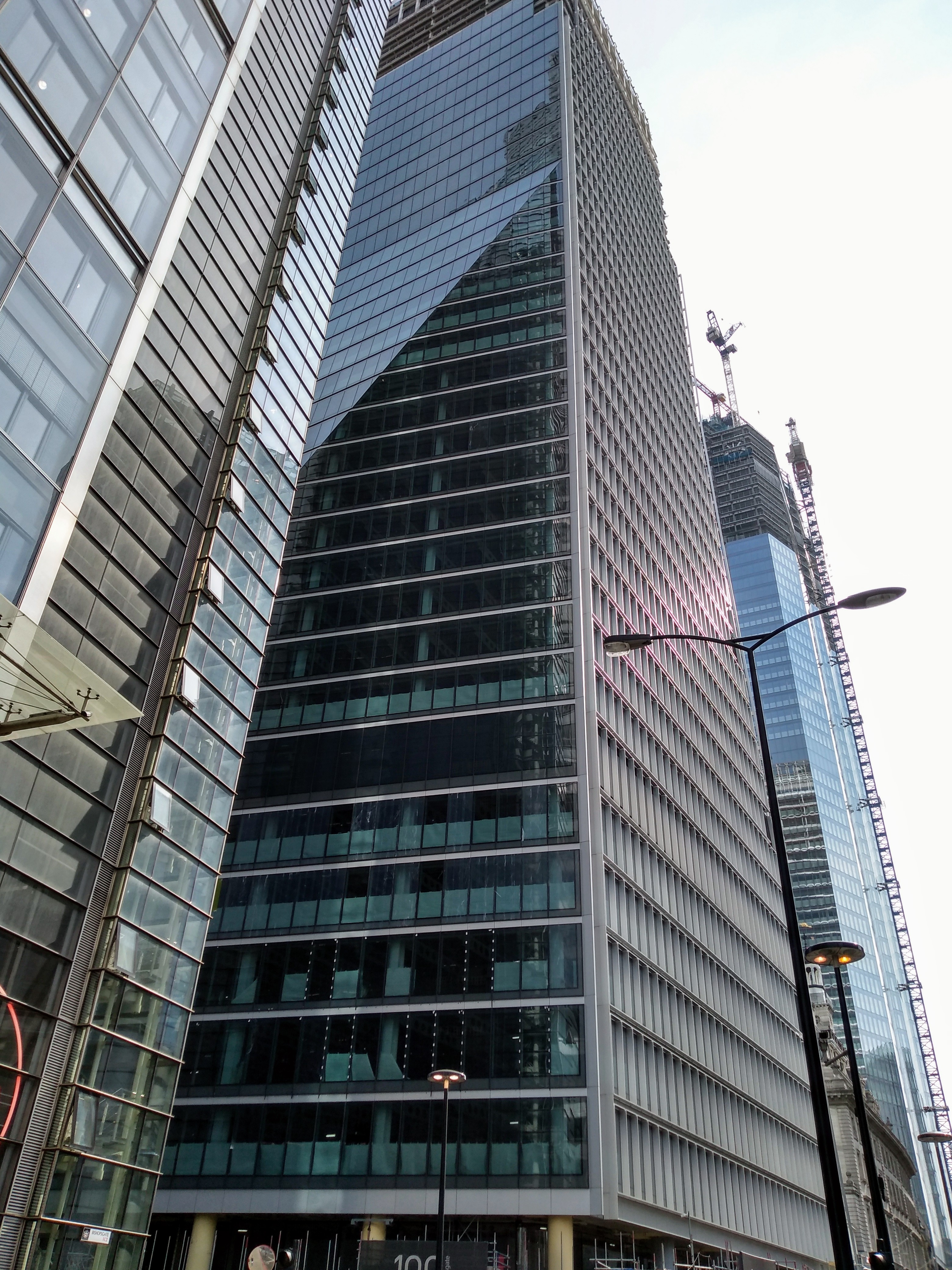

主教門100號（100 Bishopsgate）是英國倫敦的一座摩天大廈，位於倫敦市金融區的東緣。這座摩天大廈由兩部分構成。一號樓高40層，二號樓高7層。建築動工於2016年，在2019年竣工。

## 外部連結
- Official Website （页面存档备份，存于）